# Jorge Luis Echarte
Jorge Luis Echarte y Mazorra (La Habana, Cuba, 17 de febrero de 1891 - Fort Lauderdale, Florida, Estados Unidos, julio de 1979) fue un arquitecto, ingeniero, diplomático y ministro cubano. 

## Biografía
Fue Ministro de Obras Públicas (1935–1936) y Secretario de Estado (1935–1936) durante la presidencia de Jose A. Barnet. 
Uno de sus más prominentes proyectos fue el diseño de la casa de Alberto de Armas, en la Quinta Avenida de Miramar, en 1926, la cual fue restaurada en 2008.
Echarte estaba casado con Carmen Romero Ochoterena, y juntos tuvieron tres hijos: Jorge, Luis y Maria Teresa Echarte Romero. 
En octubre de 1960, un año y diez meses después de que Fidel Castro llegara al poder en Cuba, Echarte y su familia se vieron obligados a exiliarse en Miami, Florida.
Falleció de causas naturales en dicha ciudad, en julio de 1979, con 88 años de edad. 
| Predecesor: José A. Barnet | Secretario de Estado de Cuba 1935- 1936 | Sucesor: José Manuel Cortina |